# Good Witch/Episodenliste
Diese Episodenliste enthält alle Episoden des US-amerikanischen Fantasy-Dramedy Good Witch, sortiert nach der deutschsprachigen Erstveröffentlichung bei Netflix. Die Sortierung und Anzahl der Episoden der US-amerikanischen Erstausstrahlung weichen vor allem in der ersten Staffel erheblich davon ab.

## Übersicht
| Staffel | Episodenanzahl | Erstausstrahlung USA | Erstausstrahlung USA | Deutschsprachige Erstausstrahlung | Deutschsprachige Erstausstrahlung |
| Staffel | Episodenanzahl | Staffelpremiere      | Staffelfinale        | Staffelpremiere                   | Staffelfinale                     |
| ------- | -------------- | -------------------- | -------------------- | --------------------------------- | --------------------------------- |
| 1       | 10             | 28. Februar 2015     | 18. April 2015       | 1. Dezember 2016                  | 1. Dezember 2016                  |
| 2       | 12             | 17. April 2016       | 19. Juni 2016        | 1. Dezember 2016                  | 1. Dezember 2016                  |
| 3       | 12             | 30. April 2017       | 2. Juli 2017         | 1. Oktober 2017                   | 1. Oktober 2017                   |
| 4       | 12             | 22. Oktober 2017     | 1. Juli 2018         | 1. September 2018                 | 1. September 2018                 |
| 5       | 12             | 9. Juni 2019         | 18. August 2019      | 11. Januar 2020                   | 11. Januar 2020                   |
| 6       | 10             | 3. Mai 2020          | 5. Juli 2020         |                                   |                                   |
| 7       | 10             | 16. Mai 2021         | 25. Juli 2021        |                                   |                                   |

## Staffel 1
Die Erstausstrahlung der ersten Staffel war vom 28. Februar 2015 bis zum 18. April 2015 auf dem US-amerikanischen Sender Hallmark Channel zu sehen. Die deutschsprachige Erstveröffentlichung fand am 1. Dezember 2016 auf Netflix per Streaming statt.
Die Anzahl der Episoden weicht zwischen der Veröffentlichung von Netflix bzw. Amazon Video und der US-amerikanischen Erstausstrahlung auf dem Hallmark Channel ab, da wiederholt jeweils zwei Episoden als eine mit doppelter Länge ausgestrahlt wurden.
| Nr. (ges.) | Nr. (St.) | Deutscher Titel                   | Originaltitel              | Erstausstrahlung USA | Deutschsprachige Erstausstrahlung (D) | Regie         | Drehbuch                  | Zuschauer (USA) | Prod. Code |
| ---------- | --------- | --------------------------------- | -------------------------- | -------------------- | ------------------------------------- | ------------- | ------------------------- | --------------- | ---------- |
| 1          | 1         | Neuanfang, die 2.                 | Starting Over' Again       | 28. Februar 2015 1   | 1. Dez. 2016                          | Craig Pryce   | Sue Tenney & Bruce Graham | 2,91 Mio. 1     | 1001 1     |
| 2          | 2         | Entschuldigungen und Erinnerungen | Apologies and Remembrances | 28. Februar 2015 1   | 1. Dez. 2016                          | Craig Pryce   | Sue Tenney & Bruce Graham | 2,91 Mio. 1     | 1001 1     |
| 3          | 3         | Angstgetrieben                    | Running Scared             | 7. März 2015         | 1. Dez. 2016                          | Laurie Lynd   | Sue Tenney & Bruce Graham | 2,01 Mio.       | 1002       |
| 4          | 4         | Die richtige Entscheidung         | Do The Right Thing         | 14. März 2015        | 1. Dez. 2016                          | Laurie Lynd   | Sue Tenney & Bruce Graham | 1,99 Mio.       | 1003       |
| 5          | 5         | Das liegt in der Familie          | All In The Family          | 21. März 2015        | 1. Dez. 2016                          | Craig Pryce   | Sue Tenney & Bruce Graham | 1,95 Mio.       | 1004       |
| 6          | 6         | Die Wahrheit über Lügen           | The Truth About Lies       | 28. März 2015        | 1. Dez. 2016                          | Craig Pryce   | Sue Tenney & Bruce Graham | 2,16 Mio.       | 1005       |
| 7          | 7         | Der Sturm                         | The Storm                  | 4. Apr. 2015         | 1. Dez. 2016                          | Don McBrearty | Sue Tenney & Bruce Graham | 1,81 Mio.       | 1006       |
| 8          | 8         | Gemeinsam stark                   | Together We Stand...       | 11. Apr. 2015        | 1. Dez. 2016                          | Don McBrearty | Sue Tenney & Bruce Graham | 1,92 Mio.       | 1007       |
| 9          | 9         | Java Shed                         | Homecoming                 | 11. April 2015 1     | 1. Dez. 2016                          | Don McBrearty | Sue Tenney & Bruce Graham | 2,25 Mio. 1     | 1008 1     |
| 10         | 10        | Offenbarungen                     | True Colors                | 11. April 2015 1     | 1. Dez. 2016                          | Don McBrearty | Sue Tenney & Bruce Graham | 2,25 Mio. 1     | 1008 1     |

## Staffel 2
Die Erstausstrahlung der zweiten Staffel war vom 17. April 2016 bis zum 19. Juni 2016 auf dem US-amerikanischen Sender Hallmark Channel zu sehen. Die deutschsprachige Erstveröffentlichung fand am 1. Dezember 2016 auf Netflix per Streaming statt.
Die Anzahl der Episoden weicht zwischen der Veröffentlichung von Netflix bzw. Amazon Video und der US-amerikanischen Erstausstrahlung auf dem Hallmark Channel ab, da zwei Episoden als Special-Episode ausgestrahlt wurden.
| Nr. (ges.) | Nr. (St.) | Deutscher Titel               | Originaltitel                                    | Erstausstrahlung USA | Deutschsprachige Erstausstrahlung (D) | Regie          | Drehbuch                          | Zuschauer (USA) | Prod. Code |
| ---------- | --------- | ----------------------------- | ------------------------------------------------ | -------------------- | ------------------------------------- | -------------- | --------------------------------- | --------------- | ---------- |
| 11         | 1         | Hinterhältigkeiten            | Good Witch Halloween / Something Wicked (Part 1) | 24. Oktober 2015 1   | 1. Dez. 2016                          | Craig Pryce    | Sue Tenney & Amy Palmer Robertson | 2,68 Mio. 2     | 2000 2     |
| 12         | 2         | Familienbande                 | Something Wicked (Part 2)                        | 24. Okt. 2015        | 1. Dez. 2016                          | Craig Pryce    | Sue Tenney & Amy Palmer Robertson | 2,68 Mio. 2     | 2000 2     |
| 13         | 3         | Es gibt immer ein zweites Mal | Second Time Around                               | 17. Apr. 2016        | 1. Dez. 2016                          | Craig Pryce    | Sue Tenney                        | 2,19 Mio.       | 2001       |
| 14         | 4         | Wahre Worte                   | Driven                                           | 24. Apr. 2016        | 1. Dez. 2016                          | Craig Pryce    | Sue Tenney                        | 1,96 Mio.       | 2002       |
| 15         | 5         | Spuren der Vergangenheit      | Out Of The Past                                  | 1. Mai 2016          | 1. Dez. 2016                          | Cal Coons      | Sue Tenney & Jed Seidel           | 1,97 Mio.       | 2003       |
| 16         | 6         | Die Last mit der Liebe        | The Trouble With Love                            | 8. Mai 2016          | 1. Dez. 2016                          | Cal Coons      | Amy Palmer Robertson & Jed Seidel | 1,92 Mio.       | 2004       |
| 17         | 7         | Überraschung                  | Surprise Me                                      | 15. Mai 2016         | 1. Dez. 2016                          | Don McCutcheon | Amy Palmer Robertson              | 2,01 Mio.       | 2005       |
| 18         | 8         | Risiken                       | Risk                                             | 22. Mai 2016         | 1. Dez. 2016                          | Don McCutcheon | Sue Tenney & Jackson Rock         | 2,19 Mio.       | 2006       |
| 19         | 9         | Geheimnisse                   | What’s Your Secret?                              | 29. Mai 2016         | 1. Dez. 2016                          | Laurie Lynd    | Amy Palmer Robertson              | 2,05 Mio.       | 2007       |
| 20         | 10        | Wahrheiten                    | Truth                                            | 5. Juni 2016         | 1. Dez. 2016                          | Laurie Lynd    | Sue Tenney                        | 2,21 Mio.       | 2008       |
| 21         | 11        | Das Middleton-Lichterfestival | A Perfect Match, Part 1                          | 12. Juni 2016        | 1. Dez. 2016                          | Craig Pryce    | Amy Palmer Robertson              | 2,12 Mio.       | 2009       |
| 22         | 12        | Viele Hände, schnelles Ende   | A Perfect Match, Part 2                          | 19. Juni 2016        | 1. Dez. 2016                          | Craig Pryce    | Sue Tenney & Jackson Rock         | 2,30 Mio.       | 2010       |

## Staffel 3
Die Erstausstrahlung der dritten Staffel war vom 30. April 2017 bis zum 2. Juli 2017 auf dem US-amerikanischen Sender Hallmark Channel zu sehen. Die deutschsprachige Erstveröffentlichung fand am 1. Oktober 2017 auf Netflix per Streaming statt.
Die Anzahl der Episoden weicht zwischen der Veröffentlichung von Netflix bzw. Amazon Video und der US-amerikanischen Erstausstrahlung auf dem Hallmark Channel ab, da zwei Episoden als Special-Episode ausgestrahlt wurden.
| Nr. (ges.) | Nr. (St.) | Deutscher Titel                     | Originaltitel                                                     | Erstausstrahlung USA | Deutschsprachige Erstausstrahlung (D) | Regie            | Drehbuch                      | Zuschauer (USA) | Prod. Code |
| ---------- | --------- | ----------------------------------- | ----------------------------------------------------------------- | -------------------- | ------------------------------------- | ---------------- | ----------------------------- | --------------- | ---------- |
| 23         | 1         | Zauberhafte Vermächtnisse, Teil 1   | Good Witch Secrets of Grey House / The Enchantress Unites, Part 1 | 22. Okt. 2015        | 1. Okt. 2017                          | Craig Pryce      | Dean Batali                   | 2,24 Mio. 2     | 3000 2     |
| 24         | 2         | Zauberhafte Vermächtnisse, Teil 2   | Good Witch Secrets of Grey House / The Enchantress Unites, Part 2 | 22. Okt. 2015        | 1. Okt. 2017                          | Craig Pryce      | Dean Batali                   | 2,24 Mio. 2     | 3000 2     |
| 25         | 3         | Middleton Merriwick                 | A Budding Romance                                                 | 30. Apr. 2017        | 1. Okt. 2017                          | Michael Kennedy  | Dean Batali                   | 2,14 Mio.       | 3001       |
| 26         | 4         | Magie?                              | Without Magic for a Spell                                         | 7. Mai 2017          | 1. Okt. 2017                          | Michael Kennedy  | Dawn DeKeyser                 | 2,11 Mio.       | 3002       |
| 27         | 5         | Tag für Tag                         | Day After Day                                                     | 14. Mai 2017         | 1. Okt. 2017                          | Craig Pryce      | Skander Halim                 | 1,88 Mio.       | 3003       |
| 28         | 6         | Wie man „Ich liebe dich“ sagt       | How to Say, "I Love You!                                          | 21. Mai 2017         | 1. Okt. 2017                          | Craig Pryce      | Bill Fuller                   | 1,78 Mio.       | 3004       |
| 29         | 7         | Ein Geburtstagswunsch               | A Birthday Wish                                                   | 28. Mai 2017         | 1. Okt. 2017                          | Phillip Earnshaw | Sheryl A. Anderson            | 1,98 Mio.       | 3005       |
| 30         | 8         | Sag es mit Schokolade               | Say it with Candy                                                 | 4. Juni 2017         | 1. Okt. 2017                          | Phillip Earnshaw | Dawn DeKeyser                 | 2,20 Mio.       | 3006       |
| 31         | 9         | In Gesundheit und Krankheit         | In Sickness and in Health                                         | 11. Juni 2017        | 1. Okt. 2017                          | Laurie Lynd      | Dean Batali                   | 2,38 Mio.       | 3007       |
| 32         | 10        | Überraschung!                       | Somewhat Surprising                                               | 18. Juni 2016        | 1. Okt. 2017                          | Laurie Lynd      | Dean Batali                   | 2,09 Mio.       | 3008       |
| 33         | 11        | Heute wird nicht geheiratet, Teil 1 | Not Getting Married Today, Part 1                                 | 25. Juni 2017        | 1. Okt. 2017                          | Craig Pryce      | Sean Alexander & Sarah Larsen | 2,39 Mio.       | 3009       |
| 34         | 12        | Heute wird nicht geheiratet, Teil 2 | Not Getting Married Today, Part 2                                 | 2. Juli 2017         | 1. Okt. 2017                          | Craig Pryce      | Dean Batali                   | 2,34 Mio.       | 3010       |

## Staffel 4
Am 27. Juli 2017 wurde die Serie um eine vierte Staffel verlängert.
Die Erstausstrahlung der vierten Staffel war vom 29. April 2018 bis zum 21. Oktober 2018 auf dem US-amerikanischen Sender Hallmark Channel zu sehen. Die deutschsprachige Erstveröffentlichung fand am 1. September 2018 auf Netflix per Streaming statt.
| Nr. (ges.) | Nr. (St.) | Deutscher Titel                     | Originaltitel                 | Erstausstrahlung USA | Deutschsprachige Erstausstrahlung (D) | Regie       | Drehbuch                             | Zuschauer (USA) | Prod. Code |
| ---------- | --------- | ----------------------------------- | ----------------------------- | -------------------- | ------------------------------------- | ----------- | ------------------------------------ | --------------- | ---------- |
| 35         | 1         | Die Halloween-Prophezeiung, Teil 1  | Spellbound, Part 1            | 22. Okt. 2017        | 1. Sep. 2018                          | Craig Pryce | Dean Batali & Ron Osborn & Jeff Reno | -               | 4000       |
| 36         | 2         | Die Halloween-Prophezeiung, Teil 2  | Spellbound, Part 2            | -                    | 1. Sep. 2018                          | -           | -                                    | -               | -          |
| 37         | 3         | Mit diesem Ring                     | With This Ring                | -                    | 1. Sep. 2018                          | -           | -                                    | -               | -          |
| 38         | 4         | Im 4/4-Takt, mit Gefühl             | In 4/4, With Emotion          | -                    | 1. Sep. 2018                          | -           | -                                    | -               | -          |
| 39         | 5         | Vater ist zurück                    | Daddy’s Home                  | -                    | 1. Sep. 2018                          | -           | -                                    | -               | -          |
| 40         | 6         | Familienzeit                        | Family Time                   | -                    | 1. Sep. 2018                          | -           | -                                    | -               | -          |
| 41         | 7         | Geschrieben wie von einer Merriwick | Written Like A Merriwick      | -                    | 1. Sep. 2018                          | -           | -                                    | -               | -          |
| 42         | 8         | Der perfekte Partner                | Match Game                    | -                    | 1. Sep. 2018                          | -           | -                                    | -               | -          |
| 43         | 9         | Bis dass der Tod uns scheidet       | Til Death Do Us Part          | -                    | 1. Sep. 2018                          | -           | -                                    | -               | -          |
| 44         | 10        | Das Kleid                           | All Dressed Up                | -                    | 1. Sep. 2018                          | -           | -                                    | -               | -          |
| 45         | 11        | Wie man einen Middleton-Quilt macht | How To Make A Middleton Quilt | -                    | 1. Sep. 2018                          | -           | -                                    | -               | -          |
| 46         | 12        | Den Brautstrauß werfen              | Tossing The Bouquet           | -                    | 1. Sep. 2018                          | -           | -                                    | -               | -          |

## Staffel 5
Die Erstausstrahlung der fünften Staffel war vom 9. Juni 2019 bis zum 18. August 2019 auf dem US-amerikanischen Sender Hallmark Channel zu sehen. Die deutschsprachige Erstveröffentlichung fand am 11. Januar 2020 auf Netflix per Streaming statt. Die ersten beiden Episoden der fünften Staffel waren in der US-amerikanischen Erstausstrahlung bereits als letzte Folge (in doppelter Länge) der vierten Staffel am 21. Oktober 2018 ausgestrahlt worden.
| Nr. (ges.) | Nr. (St.) | Deutscher Titel                      | Originaltitel            | Erstausstrahlung USA | Deutschsprachige Erstausstrahlung (D) | Regie | Drehbuch | Zuschauer (USA) | Prod. Code |
| ---------- | --------- | ------------------------------------ | ------------------------ | -------------------- | ------------------------------------- | ----- | -------- | --------------- | ---------- |
| 47         | 1         | Die Geschichte zweier Herzen, Teil 1 | Tale Of Two Hearts       | 21. Okt. 2018        | 11. Jan. 2020                         | -     | -        | -               | -          |
| 48         | 2         | Die Geschichte zweier Herzen, Teil 2 | The Heart Of Middleton   | 21. Okt. 2018        | 11. Jan. 2020                         | -     | -        | -               | -          |
| 49         | 3         | Der Baum der Ewigkeit, Teil 1        | The Forever Tree, Part 1 | 9. Juni 2019         | 11. Jan. 2020                         | -     | -        | -               | -          |
| 50         | 4         | Der Baum der Ewigkeit, Teil 2        | The Forever Tree, Part 2 | 10. Juni 2019        | 11. Jan. 2020                         | -     | -        | -               | -          |
| 51         | 5         | Die Flitterwochen                    | The Honeymoon            | 16. Juni 2019        | 11. Jan. 2020                         | -     | -        | -               | -          |
| 52         | 6         | Der Prinz                            | The Prince               | 23. Juni 2019        | 11. Jan. 2020                         | -     | -        | -               | -          |
| 53         | 7         | Eine Tasse Tee                       | The Tea                  | 30. Juni 2019        | 11. Jan. 2020                         | -     | -        | -               | -          |
| 54         | 8         | Die Merriwicks auf Fahrt             | The Road Trip            | 7. Juli 2019         | 11. Jan. 2020                         | -     | -        | -               | -          |
| 55         | 9         | Haus Grey im Urlaub                  | The Grey-cation          | 28. Juli 2019        | 11. Jan. 2020                         | -     | -        | -               | -          |
| 56         | 10        | Der Schatz                           | The Treasure             | 4. Aug. 2019         | 11. Jan. 2020                         | -     | -        | -               | -          |
| 57         | 11        | Der Komet                            | The Comet                | 11. Aug. 2019        | 11. Jan. 2020                         | -     | -        | -               | -          |
| 58         | 12        | Der Abschluss                        | The Graduation           | 18. Aug. 2019        | 11. Jan. 2020                         | -     | -        | -               | -          |

## Staffel 6
Die Erstausstrahlung der sechsten Staffel begann am 3. Mai 2020 auf dem US-amerikanischen Sender Hallmark Channel und endete am 5. Juli 2020.
| Nr. (ges.) | Nr. (St.) | Deutscher Titel | Originaltitel   | Erstausstrahlung USA | Deutschsprachige Erstausstrahlung (D) | Regie | Drehbuch | Zuschauer (USA) | Prod. Code |
| ---------- | --------- | --------------- | --------------- | -------------------- | ------------------------------------- | ----- | -------- | --------------- | ---------- |
| 59         | 1         | -               | The Anniversary | 3. Mai 2020          | -                                     | -     | -        | -               | -          |
| 60         | 2         | -               | The Chili       | 10. Mai 2020         | -                                     | -     | -        | -               | -          |
| 61         | 3         | -               | The Clock       | 17. Mai 2020         | -                                     | -     | -        | -               | -          |
| 62         | 4         | -               | The Dinner      | 24. Mai 2020         | -                                     | -     | -        | -               | -          |
| 63         | 5         | -               | The Mandala     | 31. Mai 2020         | -                                     | -     | -        | -               | -          |
| 64         | 6         | -               | The Dream       | 7. Juni 2020         | -                                     | -     | -        | -               | -          |
| 65         | 7         | -               | The Tableau     | 14. Juni 2020        | -                                     | -     | -        | -               | -          |
| 66         | 8         | -               | The Chocolates  | 21. Juni 2020        | -                                     | -     | -        | -               | -          |
| 67         | 9         | -               | The Loft        | 28. Juni 2020        | -                                     | -     | -        | -               | -          |
| 68         | 10        | -               | The Bird        | -                    | -                                     | -     | -        | -               | -          |